# Oscar Bossaert
Pour les articles homonymes, voir Bossaert.
Oscar Bossaert (né à Bruxelles le 5 novembre 1887 et mort à Bruxelles le 1er février 1956) est un footballeur et industriel belge, dirigeant de la biscuiterie-chocolaterie Victoria, président de la Confédération de l’alimentation belge, bourgmestre de la commune de Koekelberg, sénateur et ministre des classes moyennes.

## Biographie
Fils d’Émile Bossaert – cofondateur avec Charles Jeghers et Joseph Carlier de la Manufacture des biscuits et desserts Victoria (1896) à Koekelberg – Oscar Bossaert se fait connaître tout d’abord par sa passion pour le sport. Tandis qu’il fait ses études à l’Institut Saint-Louis de Bruxelles, il pratique assidûment le tennis et, plus encore, le football. Le 4 mars 1911, il est sélectionné dans l’équipe de Belgique de football et sera champion de Division 1 en 1912 et 1914 avec le Daring Club de Bruxelles. Il compte douze sélections internationales jusqu'en 1913. En 1928, il devient président du Daring Club de Bruxelles et, en 1939, le stade du Daring à Molenbeek-Saint-Jean est rebaptisé “Stade Oscar Bossaert”. En 1949, il devient président de la Fédération belge de tennis.
Son père Émile Bossaert, administrateur délégué de la biscuiterie-chocolaterie Victoria et bourgmestre de Koekelberg, décède le 30 juillet 1920. Oscar Bossaert le remplace à la tête de la société. Élu sur liste libérale comme lui, il deviendra à son tour, le 15 janvier 1927, bourgmestre de Koekelberg. Il y cumule les fonctions d’échevin aux finances. Il sera réélu consécutivement cinq fois aux fonctions mayorales, jusqu’à son décès intervenu en 1956.
Le 19 septembre 1918, il a épousé Germaine Van Beneden. Ils ont eu deux enfants : Maurice Bossaert qui décèdera lors d’une appendicectomie le 18 avril 1945, et Paul Bossaert qui, en 1956,  lui succédera à la direction de la biscuiterie-chocolaterie.
Oscar Bossaert, dont la société a été dotée par son père d’une importante extension de sa chocolaterie, propulse la firme au deuxième rang des grands chocolatiers belges, en concurrence directe avec Côte d’Or et Jacques. En 1925, sous son impulsion, la société Victoria décide de s’implanter sur le marché français en rachetant la chocolaterie de L’Alimentation française à Palaiseau, près de Paris.
Oscar Bossaert prend une place active au sein des organisations professionnelles. En 1925, il préside la Chambre syndicale des fabricants de biscuits, de biscottes et de pain d’épice. La même année se constitue l’Union des industries de l’alimentation de Belgique. Il en assure d’emblée la présidence. En 1927, il est élu président de la Fédération nationale des fabricants de chocolat et de confiserie. En 1937, il est nommé président de la Confédération de l’alimentation belge créée à l’initiative d’Alfred Martougin.
En 1930, il fait bâtir par l'architecte Albert Callewaert, à l’angle de l’avenue du Panthéon et de l’avenue de la Liberté, à Koekelberg, une remarquable maison de style Art déco, classée le 30 juin 2022 , mise en vente en mars 2023 pour 2,45 millions d’euros .
Outre les sociétés sœurs (Victoria à Palaiseau et Victoria à Dordrecht) où il siège de droit, Oscar Bossaert est administrateur de différentes sociétés : Laboratoires Optima, L’Aliment Essentiel-Heudebert, Ganterie Van Mechelen, Briqueteries de l’Ouest, Carrières de Kasangulu (Congo belge). Il préside la Société Belgo-Suédoise de Bruxelles.
En 1939, tirant les leçons de la Première Guerre mondiale et en liaison avec le ministère des Affaires économiques, la Chambre syndicale de la chocolaterie et de la confiserie belges qu’il préside recommande à ses adhérents de constituer des stocks de matières premières. Lui-même s’y emploie activement. Durant les hostilités, l’unification de l’agglomération bruxelloise imposée par l’occupant lui fera perdre sa fonction de bourgmestre qu’il recouvrera en septembre 1944.
Le 2 septembre 1939, Oscar Bossaert a été élu, sur liste du parti libéral, comme sénateur suppléant. Il y restera jusqu’en 1945. Le 29 juin 1949, il sera élu à nouveau mais, aux élections de 1950, il redeviendra suppléant. Il entrera véritablement au Sénat le 3 février 1954. Lors des élections législatives du 11 avril 1954, la coalition libéraux-socialistes l’emporte et Achille Van Acker devient une nouvelle fois premier ministre. Le 22 avril, il appelle Oscar Bossaert au gouvernement et lui confie le ministère des Classes moyennes, distinct pour la première fois de celui des Affaires économiques. Oscar Bossaert fera adopter par le Parlement son projet de pension des travailleurs indépendants. La présence du socialiste Léo Collard à l’Instruction publique dans le même gouvernement Van Acker déchaînera à nouveau la “guerre scolaire” et Oscar Bossaert dont chacun sait qu’il préside par ailleurs aux destinées de la biscuiterie-chocolaterie Victoria sera pris pour cible et sa société avec lui. Il supportera mal le boycottage des produits Victoria qui s’ensuivra.

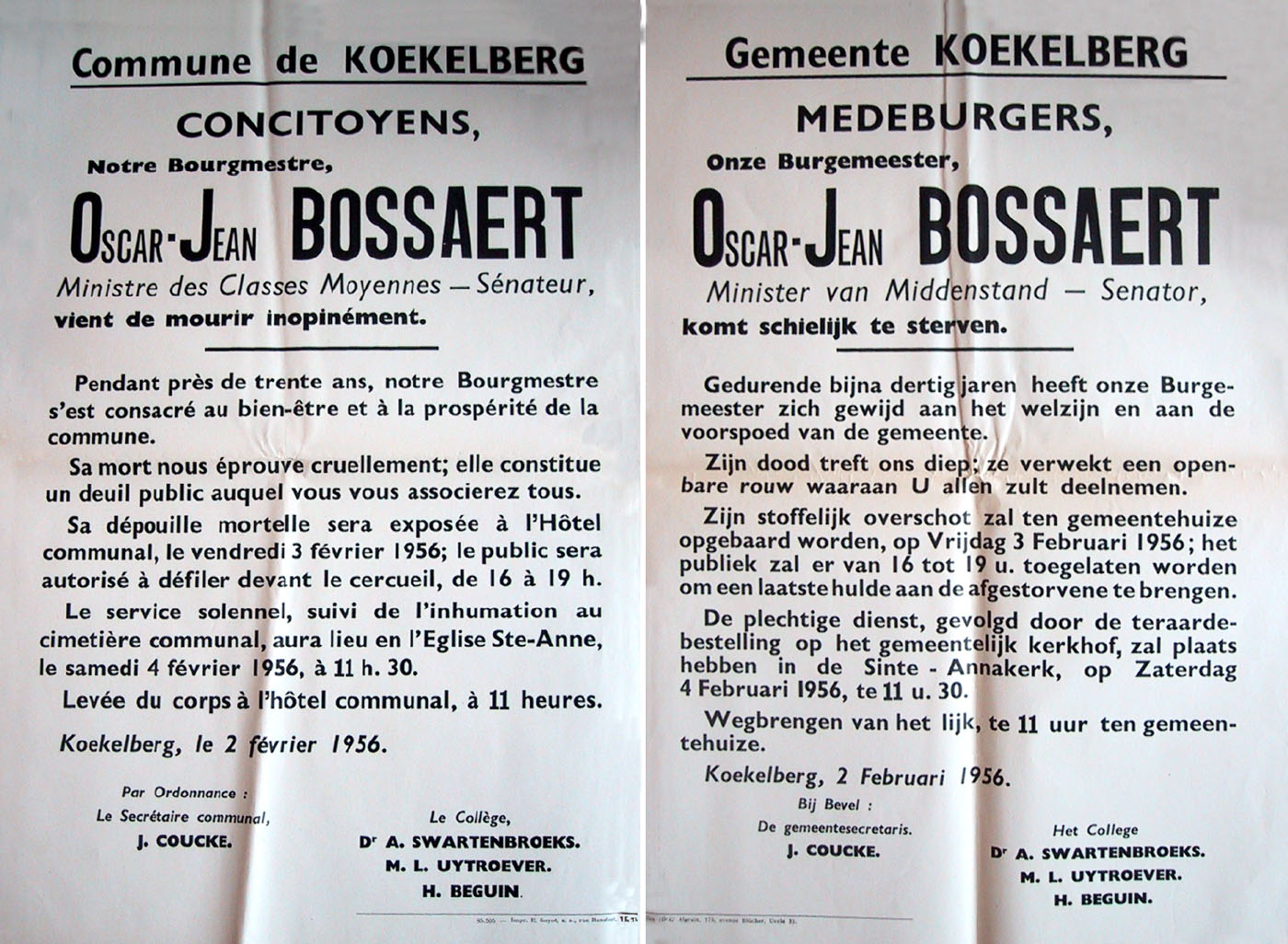
Afficha annonçant le décès d'Oscar Bossaert. 1956.

Le 1er février 1956, Oscar Bossaert qui a été hospitalisé pour une crise d’appendicite, décède à la clinique médico-chirurgicale Paul Héger à Bruxelles. Le Roi Baudouin viendra se recueillir sur sa dépouille. 
Son successeur comme bourgmestre de Koekelberg est son ancien coéquipier du Daring Club le footballeur et médecin Armand Swartenbroeks (échevin de l'enseignement et administrateur de l'Athénée royal de Koekelberg), qui reste à ce poste jusqu'en 1971 .
La commune de Koekelberg honorera son action en donnant son nom à deux établissements d’enseignement : l’Institut communal d’enseignement technique Oscar Bossaert et l’École fondamentale Oscar Bossaert.